# Marcel Liégeois
Marcel Liégeois, francoski general, * 7. februar 1886, † 22. februar 1959.